# Scuola di perfezionamento per le forze di polizia
Die Scuola di perfezionamento per le forze di polizia (englisch Interagency Law Enforcement Academy of Advanced Studies) ist eine italienische Polizeihochschule mit Sitz an der Piazza Priscilla 6 im Stadtteil Trieste von Rom. Die Hochschule untersteht der Hauptabteilung für öffentliche Sicherheit des italienischen Innenministeriums. Sie übernimmt die Fortbildung von Führungskräften der nationalen Polizeiorganisationen Polizia di Stato, Carabinieri, Guardia di Finanza und Polizia Penitenziaria. Sie dient besonders der Zusammenarbeit zwischen diesen Polizeien. Es ist die zentrale und höchste Bildungseinrichtung im italienischen Polizeiwesen.

## Organisation
Das Stammpersonal wird von den oben genannten Polizeiorganisationen gestellt. Der Schulleiter wird abwechselnd für drei Jahre von der Polizia di Stato, den Carabinieri und der Guardia di Finanza gestellt. Es handelt sich entweder um einen Präfekt oder um einen Generalmajor. Administrativ gliedert sich die Schule in zwei Bereiche, deren Leiter den beiden anderen Polizeien angehören, die jeweils nicht den Schulleiter stellen. Ein Bereich umfasst Personal- und Logistikangelegenheiten, im anderen Bereich sind die Lehrgänge und Forschungsaktivitäten zusammengefasst.
Der Schulleiter vertritt Italien bei der Agentur der Europäischen Union für die Aus- und Fortbildung auf dem Gebiet der Strafverfolgung (EPA, CEPOL). Die EPA hat bei der Schule in Rom ihre Vertretung in Italien.

## Lehrgänge
Der bedeutendste Lehrgang ist der neunmonatige Corso di alta formazione, der bis 1998 der einzige an der Schule abgehaltene Kurs war. Die Lehrgangsteilnehmer kommen aus allen oben genannten Polizeien. Sie müssen mindestens den Dienstgrad Oberstleutnant oder dessen zivile Äquivalente haben. Zugelassen werden auch Gasthörer aus dem In- und Ausland. Lehrgangsinhalte sind insbesondere die Führung oder Koordinierung von Polizeikräften unterschiedlicher Organisationen und die internationale Zusammenarbeit. Der Lehrgang unterteilt sich in drei Module: in den ersten vier Monaten sind neben Vorlesungen und Seminaren auch Praxisabschnitte bei jeweils anderen Polizeiorganisationen vorgesehen; in den zweiten vier Monaten stehen aktuelle Themen, Führungsstrategien und Besuche bei den Führungsstellen der verschiedenen Polizeien im Mittelpunkt; im letzten Monat werden die Lehrgangsergebnisse bewertet und eine Studienreise ins Ausland absolviert.
Darüber hinaus bietet die Schule eine Reihe meist zwei- bis vierwöchiger Fortbildungskurse an, die die praktische Führungsarbeit, psychologische Aspekte, kriminalwissenschaftliche Fragen, die Bekämpfung des Drogenhandels oder neue rechtliche Rahmenbedingungen als Thema haben.

## Geschichte
Die Schule wurde auf Grund des Polizeireformgesetzes Nr. 121 vom 1. April 1981 errichtet. Sie nahm ihren Lehrbetrieb im Jahr 1985 auf. Bis 2016 bildete sie auch Anwärter der ehemaligen Forstpolizeibehörde Corpo Forestale dello Stato fort.

## Leitung
Ehemaliger Leiter der Hochschule war 2018 Gennaro Vecchione.